# Altos de Jalisco
Los Altos de Jalisco es una región conformada a su vez por las regiones de Altos Norte y Altos Sur, en el estado de Jalisco, en México.

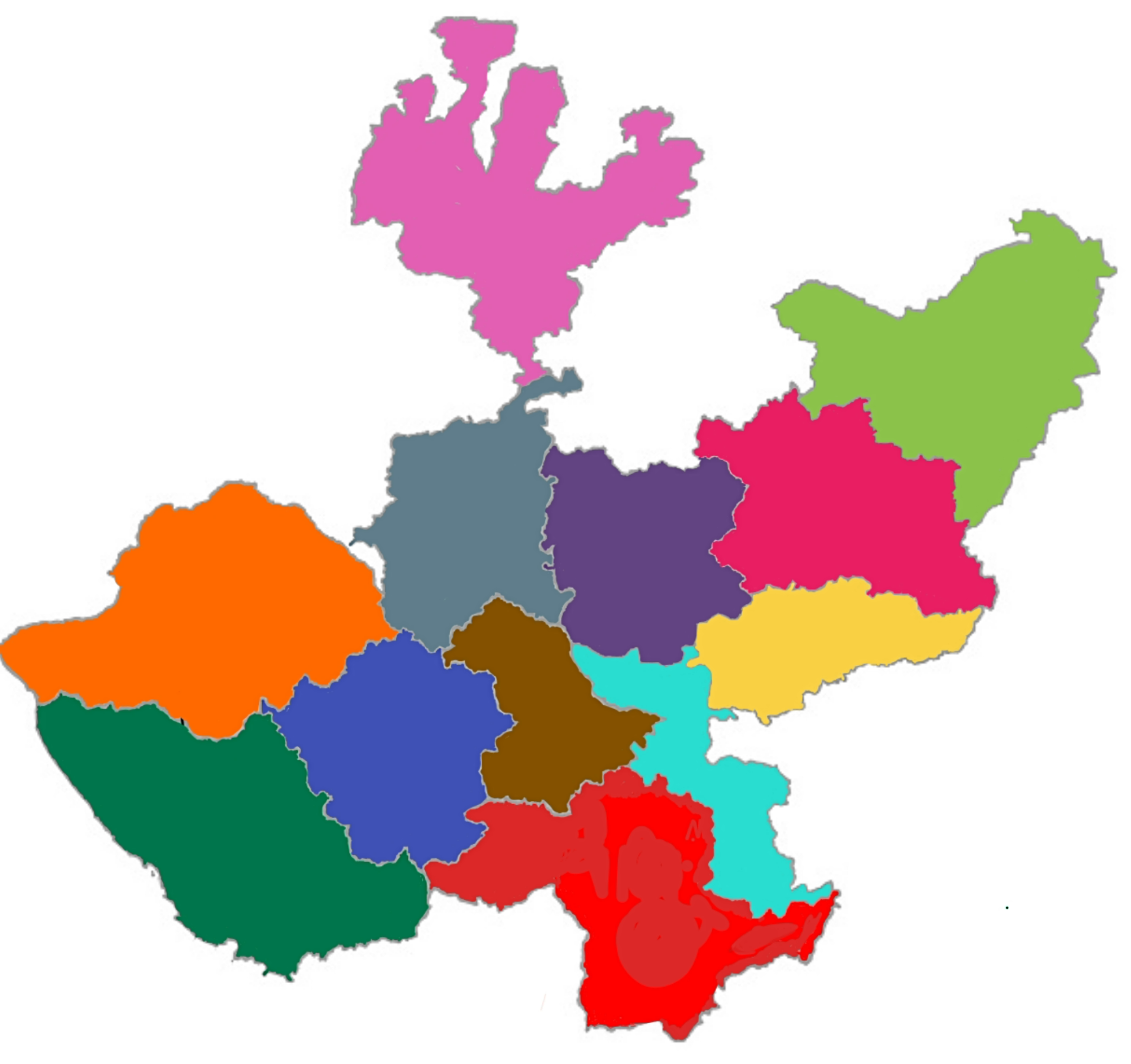

## Geografía
Constituyen un conjunto de tierras altas, una gran meseta que se eleva más o menos uniformemente hasta los 2,000 metros y forma parte del Eje Neovolcánico. El río Aguascalientes da lugar a la corriente principal del río Verde y en su cuenca se albergan los Altos de Jalisco, que son la continuación hacia el occidente de las tierras altas y onduladas del norte del Bajío, de las que apenas se distinguen por ser un poco más secas. El terreno es en su mayor parte ondulado y pedregoso.

## Historia y población
Los primeros pueblos que habitaron la región fueron las naciones chichimecas, nombre que daban los mexicas a un conjunto de pueblos originarios que habitaban el centro y norte del país, principalmente la nación tecuexe y los caxcanes.
Las bajas que tuvieron los conquistadores españoles en la región debido a los ataques Chichimecas, los condujeron a contestar con una táctica bélica de etnocidio. Llevaron a los Altos de Jalisco a milicianos rurales castellanos, algunos de ellos de ascendencia francesa, conducidos en la alta Edad Media para repoblar el centro de España. No obstante igualmente los hubo portugueses, italianos y oriundos de Flandes, que con anterioridad habían luchado contra turcos y moros. 
Estos soldados campesinos se establecieron con patrones de propiedad privada y con una ideología católica, mezclándose con algunos Chichimecas que habían quedado.
La mayoría de los alteños de hoy son en gran parte descendientes de europeos. En esta parte específica de México durante la época colonial hubo prácticas endogámicas entre los inmigrantes españoles gallegos hicieron crecer la población descendiente directa europea. Las pruebas genéticas recientes también han demostrado una gran presencia portuguesa y en menor medida, judíos en esta región del país.

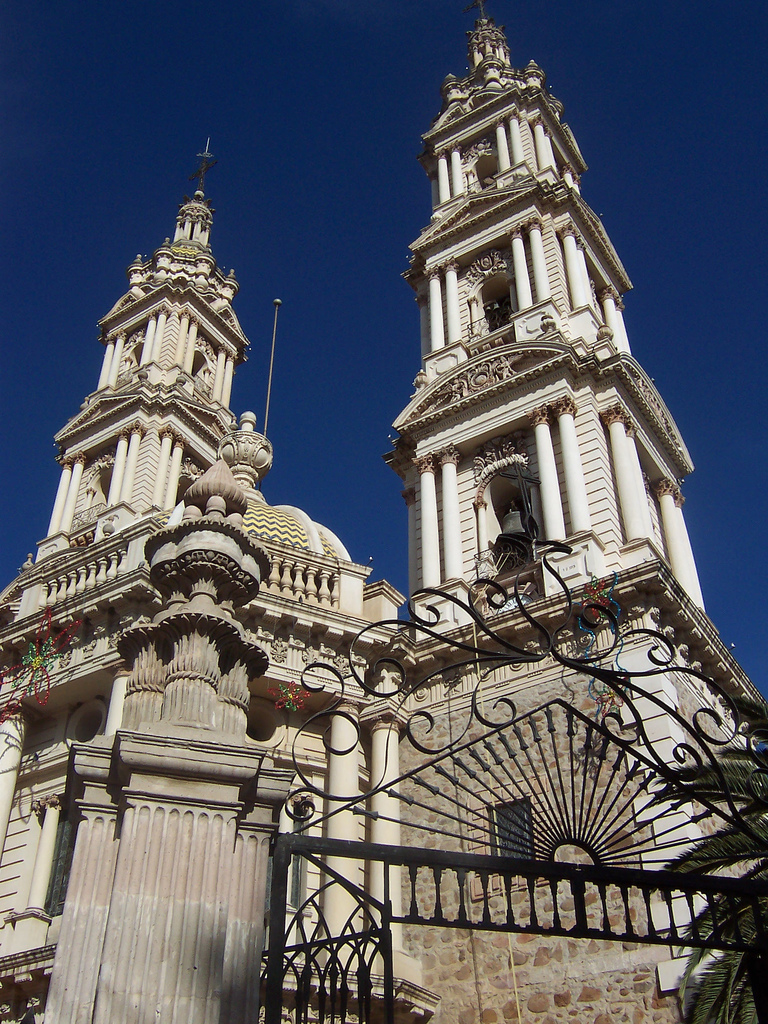
Tepatitlán, municipio sede.

## Economía
La principal actividad económica de la región es la ganadería, predominantemente el ganado bovino, tanto para la ordeña como para la producción de carne, y el porcino, aunque además en cada municipio se desarrollan diversas actividades propias de cada lugar; por ejemplo la industria procesadora de alimentos, la ganadería y el turismo en Lagos de Moreno, el turismo religioso en San Juan de los Lagos y en Santa Ana de Guadalupe, la industria textil y de productos derivados de la leche en San Miguel el Alto, la destilación de tequila en Arandas y las granjas avícolas para la producción de huevo y de pollo para consumo humano en Tepatitlán, entre otras.

## Regionalización administrativa

### Región Altos Norte
La Región Altos Norte cubre 8,882 km², lo que representa el 11 % del territorio del estado. Los municipios en la región son los siguientes:
1. Encarnación de Díaz
2. Lagos de Moreno
3. Ojuelos
4. San Diego de Alejandría
5. San Juan de los Lagos
6. Teocaltiche
7. Unión de San Antonio
8. Villa Hidalgo

El municipio sede es Lagos de Moreno. En esta región se desarrollan fábricas de ropa, muebles, calzado, artículos metálicos, dulces y mermeladas. Algunos de los municipios de esta región tienen una actividad ganadera muy importante, principalmente en la producción de lácteos.

### Región Altos Sur
La Región Altos Sur cuenta con 6,667 km², que corresponden a 5 % de la superficie del estado. Los municipios de esta región son los siguientes:
1. Acatic
2. Arandas
3. Cañadas de Obregón
4. Jalostotitlán
5. Jesús María
6. Mexticacán
7. San Julián
8. San Miguel el Alto
9. Tepatitlán
10. Valle de Guadalupe
11. Yahualica
12. San Ignacio Cerro Gordo

El municipio sede es Tepatitlán. En esta región se encuentra el municipio más reciente del Estado, San Ignacio Cerro Gordo, que se separó de Arandas. 
En general la región cuenta con la producción de tequila y el desarrollo de ganado, del vestido, y se realizan además diversas artesanías.